# Serge Pauwels
Serge Pauwels (Lier, 21 novembre 1983) è un ex ciclista su strada belga, professionista dal 2006 al 2020 e vincitore del Tour de Yorkshire 2017.

## Carriera
Passato professionista nel 2006 con la Chocolade Jacques-Topsport Vlaanderen, con la maglia della squadra fiamminga si aggiudica la classifica scalatori al Tour Down Under 2007 e si piazza secondo nella quindicesima tappa del Giro d'Italia 2009, quella con arrivo a Faenza. Nel 2012, dopo una stagione al Cervélo TestTeam e due al Team Sky, si trasferisce alla Omega Pharma-Quickstep, ma nei quattro anni alla corte di Patrick Lefevere non ottiene successi.
Nel 2015 passa alla sudafricana MTN-Qhubeka, e nel 2016 si classifica secondo nella tappa del Mont Ventoux al Tour de France; l'anno dopo ottiene quindi i primi successi da professionista, vincendo una tappa e la classifica finale del Tour de Yorkshire. Si ritira dall'attività al termine della stagione 2020.

## Palmarès
- 2017 (Team Dimension Data, due vittorie)

3ª tappa Tour de Yorkshire (Bradford > Fox Valley)
Classifica generale Tour de Yorkshire

### Altri successi
- 2007 (Chocolade Jacques-Topsport Vlaanderen)

Classifica scalatori Tour Down Under
- 2012 (Omega Pharma-Quickstep)

2ª tappa, 2ª semitappa Tour de l'Ain (Saint-Vulbas, cronosquadre)

## Piazzamenti

### Grandi Giri
- Giro d'Italia

2009: 33º
2012: 47º
2013: 77º
2014: 31º
- Tour de France

2010: 107º
2015: 13º
2016: 42º
2017: 19º
2018: non partito (16ª tappa)
2019: 77º
- Vuelta a España

2012: 24º
2013: 31º
2017: non partito (12ª tappa)

### Classiche monumento
- Milano-Sanremo

2015: ritirato
2016: ritirato
- Liegi-Bastogne-Liegi

2006: 91º
2007: 96º
2008: 65º
2009: ritirato
2012: 67º
2014: ritirato
2016: 99º
2017: 50º
2018: 34º
2019: ritirato
- Giro di Lombardia

2009: ritirato
2010: 24º
2012: ritirato
2013: ritirato
2016: ritirato
2017: ritirato
2018: ritirato
2019: 85º

### Competizioni mondiali
- Campionati del mondo

Verona 2004 - In linea Under-23: 24º
Toscana 2013 - In linea Elite: 29º
Innsbruck 2018 - In linea Elite: ritirato
- Giochi olimpici

Rio de Janeiro 2016 - In linea: 22º